# Белмонт (Западна Вирџинија)
Белмонт (енгл. Belmont) град је у америчкој савезној држави Западна Вирџинија.

## Демографија
По попису из 2010. године број становника је 903, што је 133 (-12,8%) становника мање него 2000. године.
| Група             | 2000.         | 2010.       |
| Белци             | 1.024 (98,8%) | 875 (96,9%) |
| Афроамериканци    | 3 (0,3%)      | 3 (0,3%)    |
| Азијати           | 0 (0,0%)      | 1 (0,1%)    |
| Хиспаноамериканци | 0 (0,0%)      | 7 (0,8%)    |
| Укупно            | 1.036         | 903         |